# Rhaphiomidas xanthos
Rhaphiomidas xanthos is een vliegensoort uit de familie Mydidae. De wetenschappelijke naam van de soort is voor het eerst geldig gepubliceerd in 1895 door Townsend.
De soort komt voor in Mexico.